# Hydroptila tortosa
Hydroptila tortosa är en nattsländeart som beskrevs av Ross 1938. Hydroptila tortosa ingår i släktet Hydroptila och familjen smånattsländor. Inga underarter finns listade i Catalogue of Life.